# Century Media Records
A Century Media Records egy független lemezkiadó, amely kilenc országban rendelkezik saját képviselettel. A lemezkiadót 1988-ban alapította Robert Kampf, a Despair nevű német crossover thrash metal együttes énekese Dortmundban, Németországban. A Century Media a Nuclear Blasttal együtt a világ legnagyobb független metal kiadója.

## Alkiadói
- "I Used To Fuck People Like You In Prison" Records – hardcore punk zenekarok
- Century Black – másod- és harmadvonalbeli black metal együttesek szerződtetésére
- Olympic Recordings – extrém metal zenekarok alkiadója, 2005-ben megszűnt a Nemzetközi Olimpiai Bizottság követelésére, a jogvédett Olympic szó használata miatt.
- Abacus Records – 2002 és 2007 között működött, főleg metalcore együttesek szerződtetésére

## Külső hivatkozások
- Century Media hivatalos honlap
- Century Media Records a Myspace-en
- Century Media, YouTube csatorna